# Devant la gare de Ginza
Pour plus de détails, voir Fiche technique et Distribution.
Devant la gare de Ginza (西銀座駅前, Nishi Ginza ekimae) est un film japonais réalisé par Shōhei Imamura, sorti en 1958.

## Fiche technique
- Titre : Devant la gare de Ginza[1]
- Titre original : 西銀座駅前 (Nishi Ginza ekimae?)[2]
- Réalisation : Shōhei Imamura
- Assistant réalisateur : Kirio Urayama
- Scénario : Shōhei Imamura
- Photographie : Kumenobu Fujioka
- Décors : Kimihiko Nakamura
- Montage : Tadashi Nakamura
- Musique : Toshirō Mayuzumi
- Société de production : Nikkatsu
- Pays de production :  Japon
- Langue originale : japonais
- Format : noir et blanc - 2,35:1 - 35 mm - son mono
- Genre : comédie dramatique
- Durée : 52 minutes
- Date de sortie :
  - Japon : 29 juillet 1958[3]

## Distribution
- Frank Nagai : le chanteur
- Shin'ichi Yanagisawa (ja) : Jūtarō Oyama
- Hisano Yamaoka (ja) : Riko Oyama, sa femme
- Masahiko Shimazu (ja) : Takeshi, leur fils
- Kyōko Hori : Yuri Igarashi
- Kō Nishimura : Yasushi Asada
- Masahiko Shimazu (ja) : Hisa Asada
- Shōichi Ozawa : Mantarō